# 桜井海
桜井 海（さくらい うみ）は、日本の漫画家。

## 来歴
2014年10月9日からスクウェア・エニックスのウェブコミック配信サイト『ガンガンONLINE』で、『神とよばれた吸血鬼』の連載を開始する。2015年5月22日に単行本第1巻が発売。同作品は2017年2月23日まで連載された。
『神とよばれた吸血鬼』の連載終了後の2017年6月12日に、自身のTwitterに4ページの短編猫漫画『おじさまと猫』を投稿する。本人曰く、気分転換に大好きな猫をテーマ描いたものであり、商業作品を全く意識しなかった結果、編集者にボツにされそうな要素だらけの漫画になったと言う。Twitterに投稿された『おじさまと猫』は人気を博し、2018年2月17日よりウェブコミック配信サイト『ガンガンpixiv』での連載が開始。2018年2月22日に単行本第1巻が発売された。2019年3月12日には、『月刊少年ガンガン』へ同日発売の4月号から移籍、連載を開始した。『ガンガンpixiv』と『月刊少年ガンガン』への連載移籍について、Twitterから移動しなければ描けなかったエピソードがあると思うとした上で、「個人的には本当に嬉しい変化」だと語っている。

## 人物
猫好きであり、愛猫のぷくまるとマリンを飼っている（共にエキゾチックショートヘア）。
なお、ぷくまるの名は『おじさまと猫』のふくまるから、マリンの名も『おじさまと猫』のマリンからそれぞれ取られたものである（ただし、作中のマリンとは性別が違う）。
少年漫画も好きで、何度読み返した漫画に『ONE PIECE』、『HUNTER×HUNTER』、『SLAM DUNK』を上げている。また、少年漫画好きのため、自身の作中でも少年漫画的展開が出てくる時があると言う。

## 作品リスト

### 漫画作品
- 『神とよばれた吸血鬼』スクウェア・エニックス〈ガンガンコミックスONLINE〉全6巻（『ガンガンONLINE』2014年10月9日 - 2017年2月23日）
- 『おじさまと猫』スクウェア・エニックス〈ガンガンコミックスpixiv〉既刊15巻（『ガンガンpixiv』2018年2月17日 - 、『月刊少年ガンガン』2019年4月号 - ）

### 絵本
- 『絵本 おじさまと猫 ふくまるとしあわせの宇宙船』スクウェア・エニックス、2022年11月11日発売[14]、ISBN 978-4-7575-6820-4